# Rajd Dunaju 1986
Rajd Dunaju 1986 (21. Danube Rallye - Dacia) – 21. edycja rajdu samochodowego Rajd Dunaju rozgrywanego w Rumunii. Rozgrywany był od 13 do 14 czerwca 1986 roku. Była to czwarta runda Rajdowego Pucharu Pokoju i Przyjaźni w roku 1986.

## Klasyfikacje rajdu
| Miejsce                        | Kierowca                       | Pilot                          | Samochód                       | Czas                           | Strata                         |                                |
| Klasyfikacja generalna i CoPaF | Klasyfikacja generalna i CoPaF | Klasyfikacja generalna i CoPaF | Klasyfikacja generalna i CoPaF | Klasyfikacja generalna i CoPaF | Klasyfikacja generalna i CoPaF | Klasyfikacja generalna i CoPaF |
| ------------------------------ | ------------------------------ | ------------------------------ | ------------------------------ | ------------------------------ | ------------------------------ | ------------------------------ |
| 1.                             | Nikolay Bolshikh               | Igor Bolshikh                  | Lada VAZ 2105 VFTS             | 3:04:50                        | 0.0                            |                                |
| 2.                             | Vallo Soots                    | Toomas Putmaker                | Lada VAZ 2105 VFTS             | 3:08:32                        | +3:42                          |                                |
| 3.                             | Slavcho Hristov                | Stoyan Radev                   | Lada VAZ 2105 VFTS             | 3:08:52                        | +4:02                          |                                |
| 4.                             | Pavel Janeba                   | Jan Krečman                    | Škoda 130 LR                   | 3:17:51                        | +13:01                         |                                |
| 5.                             | Georgi Petrov                  | Ivan Tonev                     | Lada VAZ 2105 VFTS             | 3:18:06                        | +13:16                         |                                |
| 6.                             | Zdeněk Pipota                  | Gottfried Oldřich              | Škoda 130 LR                   |                                |                                |                                |
| 7.                             | Milan Dolák                    | Jaroslav Palivec               | Lada VAZ 2105 VFTS             |                                |                                |                                |
| 8.                             | Jānis Lavrinovich              | Raimondas Pokulis              | Lada VAZ 2105 VFTS             |                                |                                |                                |
| 9.                             | Jan Trajbold st.               | Vladimír Zelinka               | Škoda 130 LR                   |                                |                                |                                |
| 10.                            | Ferenc Wirtmann                | György Rack                    | Lada VAZ 2105 VFTS             |                                |                                |                                |

| Miejsce                      | Państwo                      |
| Klasyfikacja drużynowa CoPaF | Klasyfikacja drużynowa CoPaF |
| ---------------------------- | ---------------------------- |
| 1.                           | ZSRR                         |
| 2.                           | Czechosłowacja               |
| 3.                           | Rumunia                      |
| 4.                           | NRD                          |